# Perk (geslacht)
Perk (ook: Perk van Lith) is de naam van een Nederlands geslacht dat in 1958 werd opgenomen in het Nederland's Patriciaat en onder anderen een beroemde dichter, Jacques, en een bekend feministe, Betsy, voortbracht.

## Geschiedenis
De stamreeks begint met Michiel Cornelisz. Perck die omstreeks 1575 werd geboren. Zijn kleinzoon, Jan Perck (1639-1689) wordt burger van Dordrecht en was in die stad meesterchirurgijn. Diens achterkleinzoon, Jacobus Per(c)k (1722-1794), was chirurgijn in Moordrecht. Die laatste trouwde met Gouwetje van Lith waarna een zoon van hen, Sebastiaan, de naam Perk van Lith aanneemt.
In 1958 werd de familie opgenomen in het Nederland's Patriciaat.

## Enkele telgen
Johannes Perck (1697-1765)
- Jacobus Per(c)k (1722-1794), was chirurgijn in Moordrecht; trouwde in 1742 met Gouwetje van Lith (1722-1808)
  - Sebastiaan Perk van Lith (1752-voor 1812), kapitein infanterie, slotvoogd van Slot Loevestein, neemt de familienaam Perk van Lith aan; trouwde in 1792 met Catharina Geertruida Lehmann (1764-1828)
    - Gerhardus Perk van Lith (1793-1870), kapitein, Ridder Militaire Willems-Orde
- Klaas Perk (1731-1804), chirurgijn en burgemeester van Ameide
  - Jacobus Perk (1765-1843), graankoper en grutter te Delft
    - Adrianus Perk (1796-1867), eigenaar van een stoomgrutterij en meelmolen te Delft, lid fa A. Perk Jzn, in granen
      - Bernardus Marinus Perk (1819-1871), bierbrouwer en schrijver van artikelen over bieren en accijnswetgeving[1]
      - François Tobi Perk (1822-1885), gemeenteontvanger en secretaris van de Kamer van Koophandel te Delft
        - Adriaan Leonard Perk (1861-1917), kunstschilder

      - Christina Elizabeth Perk (1833-1906), feministe en schrijfster
      - ds. Marie Adrien Perk (1834-1916), theoloog, predikant en schrijver; trouwde in 1857 met jkvr. Justine Georgette Caroline Clifford Kocq van Breugel (1835-1900), lid van het geslacht Van Breugel
        - Jacques Fabrice Herman Perk (1859-1881), dichter
        - Catherine Henriëtte Perk (1863-1942); trouwde in 1886 met Meinhard Voûte (1851-1933), koopman
          - Edward John Voûte (1887-1950), pro-Duitse burgemeester van Amsterdam in oorlogstijd

      - Clemencia Wihemina Engela Perk (1837-1906); trouwde in 1878 met Jean Marie Boombergen (1838-1897), majoor titulair infanterie, Ridder in de Orde van de Eikenkroon